# Behind Time 1925 - 1955 a memory left at an alley
《Behind Time 1925 - 1955 a memory left at an alley》는 한영애가 2003년에 낸 여섯 번째 앨범으로 일제강점기에서 1955년에 이르는 옛 대중가요를 다시 부른 곡을 실었다. 이전 앨범인 《난다 난다 난·다》에 수록한 〈봄날은 간다〉가 옛 가요의 리메이크 곡이었는데, 많은 사람들이 그 노래를 찾자, 옛 노래에 관심을 갖고, 해당 시대의 곡 300곡 가운데 그 시대에만 느낄 수 있던 정서의 노래와 이데올로기적인 노래를 빼고 어느 시대에나 공감할 수 있는 노랫말 위주로 선곡해 만든 앨범이다. 앨범 속지에서 한영애는 "절절히 삶이 배어있는 우리의 옛 노래들을 듣고 보면서 어린 날 나를 지탱해줬던 많은 부정의 힘들이 지금 이 나이쯤에서 긍정은 아니어도 따뜻함으로 내 가슴 안에 자리잡는 것을 느꼈다."라고 말했다.

## 수록곡
1. 목포의 눈물 (문일석 작사·손목인 작곡, 1935) - 4:3
2. 선창 (조명암 작사·이봉룡 작곡, 1941) - 3:00
3. 애수의 소야곡 (이노홍 작사·박시춘 작곡, 1938) - 4:55
4. 외로운 가로등 (이부풍 작사·전수린 작곡, 1934) - 3:24
5. 타향살이(원제:타향) (김능인 작사·손목인 작곡, 1934) - 2:59
6. 굳세어라 금순아 (강사랑 작사·박시춘 작곡, 1953) - 3:22
7. 황성옛터(원제:황성의 적) (왕평 작사·전수린 작곡, 1932) - 3:31
8. 사의 찬미 (윤심덕 작사·이바노비치 작곡, 1926) - 5:21
9. 따오기 (한정동 작사·윤극영 작곡, 1925) - 3:13
10. 강남달(원제:낙화유수) (김서정 작사·작곡, 1929) - 3:29 Feat. 백진
11. 오동나무 (이규성 작사·강윤석 작곡, 1931) - 2:52 Feat. Bubblesisters
12. 부용산 (박기동 작사·안성현 작곡, 1947) - 3:56
13. 꽃을 잡고 (김안서 작사·리면상 작곡, 1934) - 2:56
14. 타향살이(VOICE) - 2:57

## 함께 만든 사람들
- 제작 : 복숭아
- 녹음 : 복숭아, 배한철(6번 곡만)
- 믹스 : 박병준
- 스튜디오 : Casa Melocoton in 복숭아's, Studio T(6번 곡만)
- 사진 : 김우영
- 편곡 : 달파란, 방준석, 복숭아, 장영규, 이병훈
- 피아노, 키보드, 클라리넷, 멜로디언 : 이병훈
- 베이스 : 장영규, 달파란
- 드럼 : 이철희
- 퍼커션 : 달파란, 박승원, 방준석, 이철희
- 기타 : 달파란, 방준석
- 트럼펫 : 김동하
- 트럼본 : 이한진
- 가야금 : 고지연
- 스트링 : 정덕근
- 첼로 : 김지희
- 피리·태평소 : 박승원
- 호른 : 이석준
- 튜바 : 이병호
- 바이올린 : 정덕근